# Barthélémy Gillard
Barthélémy Gillard (Hermée, 24 mei 1935) is een Belgisch voormalig baanwielrenner.

## Carrière
Gillard was gedurende twee jaar prof bij de Franse ploeg Pelforth-Sauvage -Lejeune. Hij behaalde meerdere ereplaatsen op het nationaal kampioenschap baanwielrennen en nam in 1960 deel aan de Olympische Spelen waar hij negende werd in de ploegenachtervolging.

## Erelijst
| Jaar     | BK            | EK       | WK       | Overige                                    |
| Amateurs | Amateurs      | Amateurs | Amateurs | Amateurs                                   |
| -------- | ------------- | -------- | -------- | ------------------------------------------ |
| 1959     | Achtervolging |          |          |                                            |
| 1960     | Achtervolging |          |          | Olympische Spelen: 9e Ploegenachtervolging |
| Elite    |               |          |          |                                            |
| 1961     | Achtervolging |          |          |                                            |
| 1962     | Achtervolging |          |          |                                            |